# Smilax myrtillus
Smilax myrtillus är en enhjärtbladig växtart som beskrevs av A.Dc. Smilax myrtillus ingår i släktet Smilax och familjen Smilacaceae. Inga underarter finns listade.